# Montefalcone nel Sannio
Montefalcone nel Sannio là một đô thị ở tỉnh Campobasso trong vùng Molise thuộc nước Ý, có vị trí cách khoảng 35 km về phía bắc của Campobasso. Tại thời điểm ngày 31 tháng 12 năm 2004, đô thị này có dân số 1.800 người và diện tích là 32,2 km².
Montefalcone nel Sannio giáp các đô thị: Castelmauro, Celenza sul Trigno, Montemitro, Roccavivara, San Felice del Molise.